# Josef Krips
Josef Alois Krips (Viena, 8 de abril de 1902 — Genebra, 13 de outubro de 1974) foi um maestro e violinista austríaco.

## Biografia e carreira
Krips nasceu em Viena, Áustria, irmão de Henry Krips, que mudou-se para a Austrália e foi o maestro chefe da Orquestra Sinfônica de Adelaide for vinte e três anos. Foi aluno de Eusebius Mandyczewski e Felix Weingartner, e de 1921 até 1924 serviu como assistente de Weingartner na Viena Volksoper e como maestro do coro. Posteriormente se tornou diretor musical da orquestra em Karlsruhe de 1926 até 1933 -  ano em que retornou para Viena como o maestro residente da Volksoper. Também se tornou professor da Academia de Finas Artes de Viena em 1935. Conduziu regularmente no Festival de Salzburgo entre 1935 e 1938. Em 1938, com a anexação da Áustria pelos nazistas, Krips foi forçado a deixar seu país. Krips era um católico romano, mas por seu pai ter sido judeu ele havia sido excluído de toda a atividade musical no país). Mudou-se para Belgrado, onde trabalhou por um ano com a Ópera de Belgrado e com a Filarmônica de Belgrado, até a Jugoslávia se envolver com a Segunda Guerra Mundial.
Retornando para a Áustria no fim da guerra em 1945, Krips foi um dos poucos maestros que eram permitidos a trabalhar, pois nunca tinham trabalhado sob o regime nazista. Foi o primeiro maestro a conduzir a Filarmônica de Viena e o Festival de Salzburgo no período pós-guerra. De 1950 até 1954 Krips foi o maestro principal da Orquestra Sinfônica de Londres. Depois disso ele comandou a Orquestra Filarmônica de Buffalo e a Orquestra Sinfônica de São Francisco, no período entre 1963 até 1970. Ele fez sua estréia no Covent Garden em 1963 e no Metropolitan Opera em 1966, sendo a partir dessas datas, convidado a conduzí-las frequentemente. Em 1970 ele se tornou o maestro da Ópera Alemã de Berlim. Entre 1970 e 1973 ele foi o principal maestro da Sinfônica de Viena.
Krips morreu em Genebra, Suíça em 1974, aos setenta e dois anos. 